# Quenstedtita
La quenstedtita és un mineral de la classe dels sulfats. Rep el seu nom del mineralogista alemany Friedrich August von Quenstedt (1809-1889).

## Característiques
La quenstedtita és un sulfat de fórmula química Fe₂(SO₄)₃·11H₂O. Cristal·litza en el sistema triclínic. La seva duresa a l'escala de Mohs és 2,5. Es tracta d'una espècie vàlida aprovada abans de la creació de l'Associació Mineralògica Internacional, i que es coneix des de l'any 1889.
Segons la classificació de Nickel-Strunz pertany a «07.CB: Sulfats (selenats, etc.) sense anions addicionals, amb H₂O, amb cations de mida mitjana» juntament amb els següents minerals: dwornikita, gunningita, kieserita, poitevinita, szmikita, szomolnokita, cobaltkieserita, sanderita, bonattita, aplowita, boyleïta, ilesita, rozenita, starkeyita, drobecita, cranswickita, calcantita, jôkokuïta, pentahidrita, sideròtil, bianchita, chvaleticeïta, ferrohexahidrita, hexahidrita, moorhouseïta, niquelhexahidrita, retgersita, bieberita, boothita, mal·lardita, melanterita, zincmelanterita, alpersita, epsomita, goslarita, morenosita, alunògen, metaalunògen, aluminocoquimbita, coquimbita, paracoquimbita, romboclasa, kornelita, lausenita, lishizhenita, römerita, ransomita, apjohnita, bilinita, dietrichita, halotriquita, pickeringita, redingtonita, wupatkiïta i meridianiïta.
L'exemplar que va servir per a determinar l'espècie, el que es coneix com a material tipus, es troba conservat al Museu Nacional d'Història Natural de París (França).

## Formació i jaciments
Va ser descrita a partir d'unes mostres recollides a Tierra Amarilla, a prop de la ciutat de Copiapó (Regió d'Atacama, Xile), on es troba en forma de petits cristalls semblants al guix d'un color violeta vermellós, de fins a 5 mm de llarg, 1-2 mm d'ample i 1 mm de gruix. Es tracta d'un mineral poc comú format a la zona oxidada dels dipòsits minerals rics en pirita, especialment a les regions àrides.